# عوهل (روستا)
 عوهل  (در عربی:  العُوهَل )
نام روستایی است در دهستان العَوْد از توابع استان مَحویت در کشور یمن در شبه جزیره عربستان.

## جمعیت
جمعیت آن (۱۲۰ ) نفر (۸ خانوار) می‌باشد.